# Червена риба лопата
Червените риби лопати (Halieutaea stellata) са вид актиноптери от семейство Ogcocephalidae.
Те са незастрашен вид.
Таксонът е описан за пръв път от Мартин Вал през 1797 година.